# Kapraď (Svitavská pahorkatina)
Kapraď (529 m n. m.) je vrch v okrese Rychnov nad Kněžnou Královéhradeckého kraje. Leží asi 0,5 km severovýchodně od obce Proruby, vrcholem na jejím katastrálním území, severními svahy na území obce Potštejn.

## Geomorfologické zařazení
Geomorfologicky vrch náleží do celku Svitavská pahorkatina, podcelku Českotřebovská vrchovina, okrsku Kozlovský hřbet a podokrsku Potštejnský hřbet.

## Zajímavosti
- Potštýnský okrašlovací spolek navrhoval v průběhu roku 1901 záměr na výstavbu rozhledny na Kapraďi.[2]